# Condado de Lanier
El condado de Lanier (en inglés: Lanier County), fundado en 1807, es uno de 159 condados del estado estadounidense de Georgia. En el año 2007, el condado tenía una población de 7947 habitantes y una densidad poblacional de 15 personas por km². La sede del condado es Lakeland.

## Geografía
Según la Oficina del Censo, el condado tiene un área total de 518 km² (200 mi²), de la cual 484 km² (186,9 mi²) es tierra y 34 km² (13,1 mi²) (0.74%) es agua.

### Condados adyacentes
- Condado de Berrien (noreste)
- Condado de Atkinson (norte)
- Condado de Clinch (este)
- Condado de Echols (sur)
- Condado de Lowndes (suroeste)

## Demografía
Según el censo de 2000, los ingresos medios por hogar en el condado eran de $39 171, y los ingresos medios por familia eran $44 512. Los hombres tenían unos ingresos medios de $36 023 frente a los $30 021 para las mujeres. La renta per cápita para el condado era de $23 690. Alrededor del 8.50% de la población estaban por debajo del umbral de pobreza.

## Transporte

### Principales carreteras
- U.S. Route 84
- U.S. Route 129
- U.S. Route 221
- Ruta Estatal de Georgia 37
- Ruta Estatal de Georgia 64
- Ruta Estatal de Georgia 122
- Ruta Estatal de Georgia 135

## Localidades
- Lakeland

### No incorporadas
- Greenwood
- Stockton
- Teeterville

## Educación

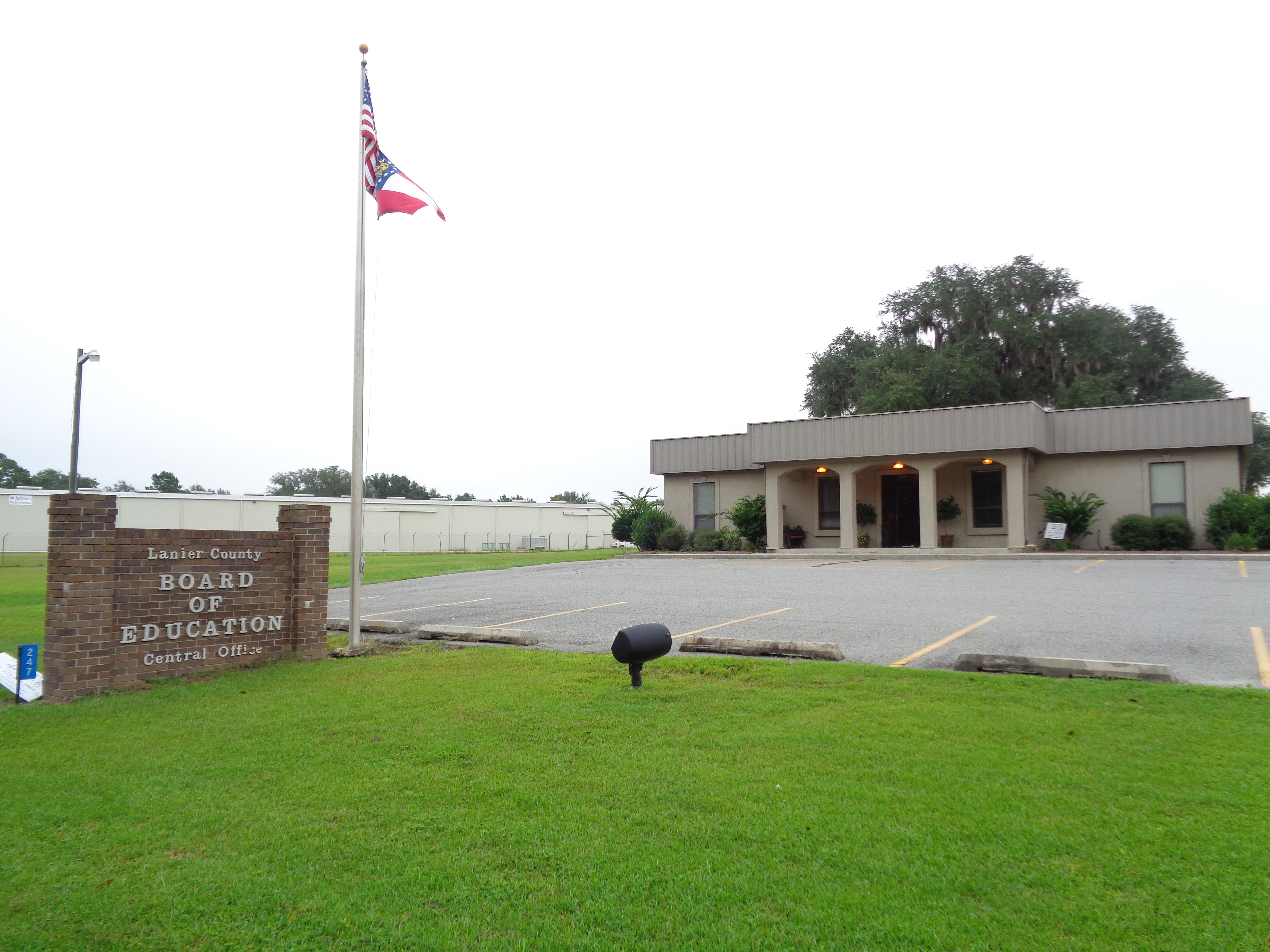
Sede de la Junta Escolar del Condado de Lanier

La Junta Escolar del Condado de Lanier gestiona cuatro escuelas en Lakeland:
- Escuela Primaria del Condado de Lanier (Lanier County Primary School)[4]
- Escuela Elemental del Condado de Lanier (Lanier County Elementary School)[5]
- Escuela Intermedia del Condado de Lanier (Lanier County Middle School)[6]
- Escuela Secundaria del Condado de Lanier (Lanier County High School)[7]